# Michele Dancelli

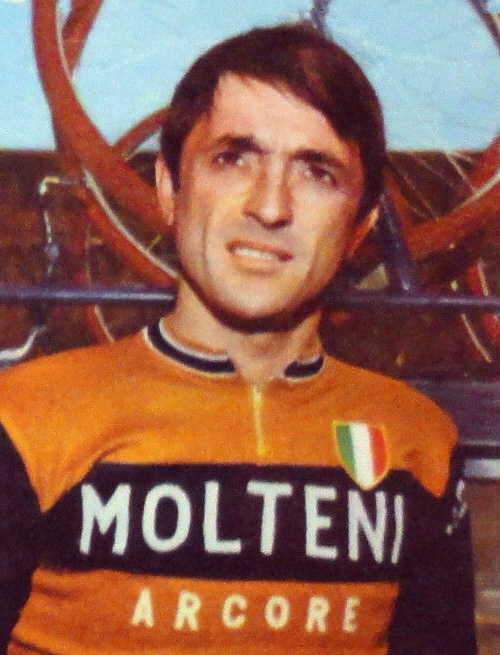
Michele Dancelli (1970)

Michele Dancelli (* 8. Mai 1942 in Castenedolo, Provinz Brescia) ist ein ehemaliger italienischer Radrennfahrer und nationaler Meister im Radsport. 
Dancelli hält den wohl ungewöhnlichen Rekord, bereits als 17-Jähriger in die Italienische Nationalmannschaft berufen worden zu sein, als er 1959 bei der West-Berliner Vier-Etappenfahrt der Amateure zum Einsatz kam und einen sensationellen, damals aber nicht sonderlich beachteten 4. Platz in der Gesamtwertung erreichte. 1963 schaffte er dann den Durchbruch mit dem Sieg bei der Italienischen Straßenmeisterschaft der Amateure.
Seine Profi-Karriere begann er noch im selben Jahr und erkämpfte den 3. Platz beim Herbstklassiker Giro di Lombardia. Dancelli fuhr bis 1966 im Molteni-Team mit Gianni Motta und Rudi Altig, war danach als einer der spurtstärksten Italiener Kapitän der Mannschaften von Pepsi-Cola, Molteni, SCIC und Dreherforte. Er war bis 1974 im Alter von 32 Jahren aktiv und errang insgesamt 81 Siege.
Dancelli war sowohl bei Etappenrennen als auch Eintagesrennen erfolgreich. So konnte er elf Etappen des Giro d’Italia gewinnen und belegte vordere Plätze im Gesamtklassement: 1970, als er 14 Tage das Maglia Rosa trug, wurde er Vierter, 1969 Sechster und 1968 Siebenter. Die Tour de France bestritt er nur einmal 1969, gewann eine Etappe und wurde 20. im Endklassement. Außerdem war er bei den italienischen Halbklassikern Giro di Campania 1963 und 1965, Giro dell’Appennino 1965, 1966 und 1967, dem Giro dell’Emilia 1965 und 1967, dem Giro del Veneto 1965 und 1966, sowie beim Giro della Calabria 1966 und 1968, dem Giro dell Lazio 1966 und 1970 und dem Giro dell Campania 1965, sowie dem Gran Premio Montelupo 1965 erfolgreich. Die Rennserie Trofeo Cougnet konnte 1964 für sich entscheiden. 1971 siegte er im Saisonauftaktrennen Grand Prix de Saint-Raphaël. Das Rennen Giro delle Marche konnte er 1972 gewinnen. Seine bedeutendsten Siege hatte Dancelli bei Mailand–San Remo, dem Wallonischen Pfeil und bei Paris-Luxemburg. Er gewann zweimal die Italienische Straßenmeisterschaft der Professionells (1965 und 1966) und kam bei den Straßenweltmeisterschaften 1968 und 1969 jeweils als Dritter, 1972 als Sechster und 1967 sowie 1971 als Siebenter ins Ziel. Bei anderen WM-Teilnahmen konnte er sich ebenfalls im Vorderfeld platzieren: 1965 wurde Dancelli 27., 1966 auf dem Nürburgring 14. und 1970 18. 1964 und 1967 siegte er im Rennen Corsa Coppi.

## Dancelli Fahrräder

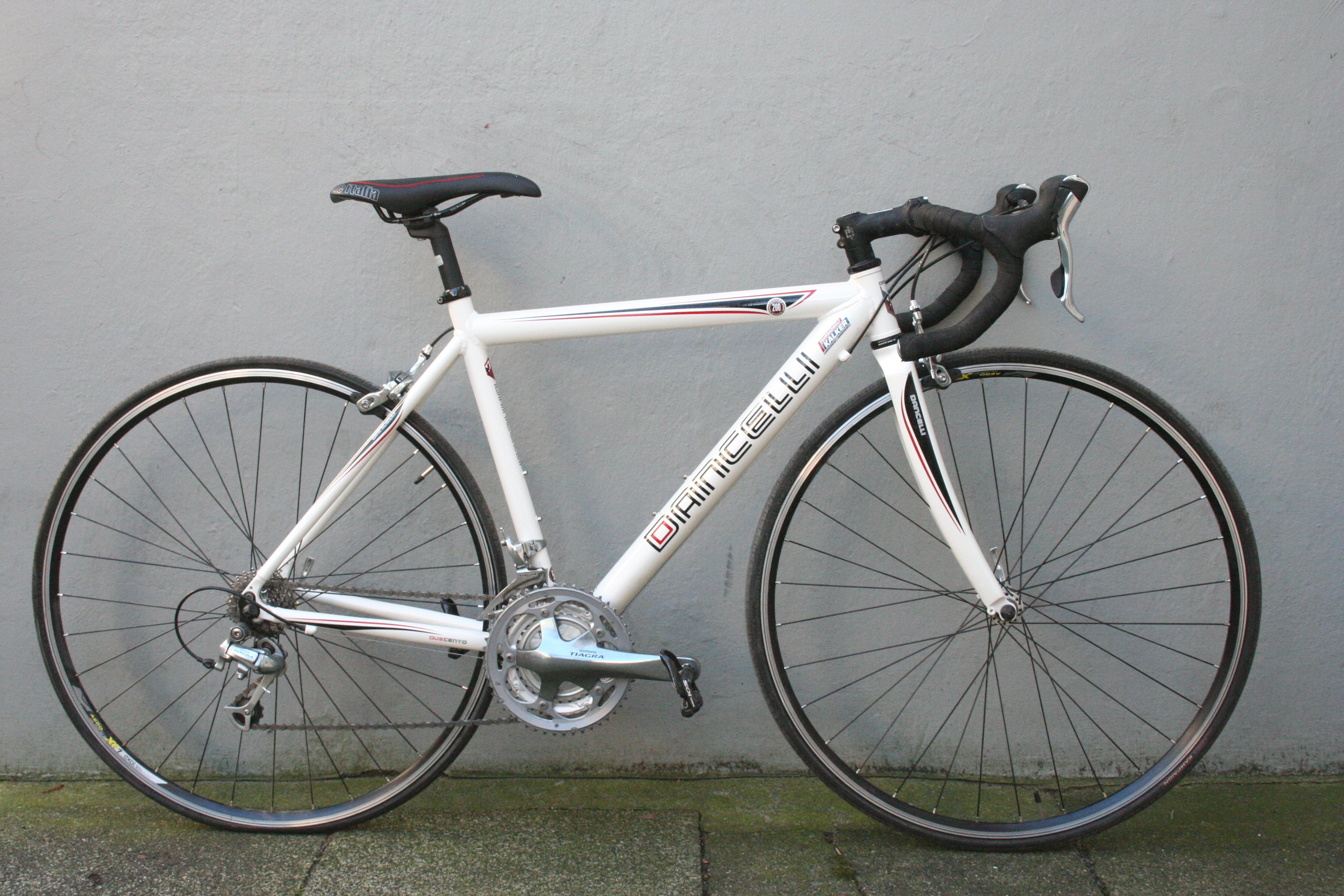
Dancelli-Rennrad von 2010

In den 1980er Jahren wurden italienische Rennräder der Marke Dancelli verkauft. Die Räder wurden aus Columbus Rohr und Reynolds Rohr (531 u. a.), andere aus Falck Rohren hergestellt und mit Campagnolo-Komponenten versehen (Croce d'Aune-Kombo u. a.). Die Firma änderte Anfang der 90er Jahre das Design für ihre Räder und lackierte diese teilweise sehr bunt. Heute werden moderne Räder aller Art unter dem Markennamen vertrieben.

## Größte Erfolge
- Tour de France: 1969: 8. Etappe (Teil 2)
- Giro d’Italia: 1964: 2. Etappe; 1965: 1. & 5. Etappe; 1968: 18. Etappe; 1967: 3. & 15. Etappe; 1969: 9. Etappe; 1970: 11., 13., 14. & 18. Etappe
- Mailand–San Remo: 1970
- Wallonischer Pfeil: 1966
- Giro dell’Appennino: 1965 – 1967

## Teams
- 1963–1966 Molteni
- 1967 Vittadello
- 1968 Pepsi-Cola
- 1969–1970 Molteni
- 1971–1973 SCIC
- 1974 Dreherforte